# Andrea Giovannini
Pour les articles homonymes, voir Giovannini.
Andrea Giovannini (né le 27 août 1993 à Trente) est un patineur de vitesse italien.